# Monowie

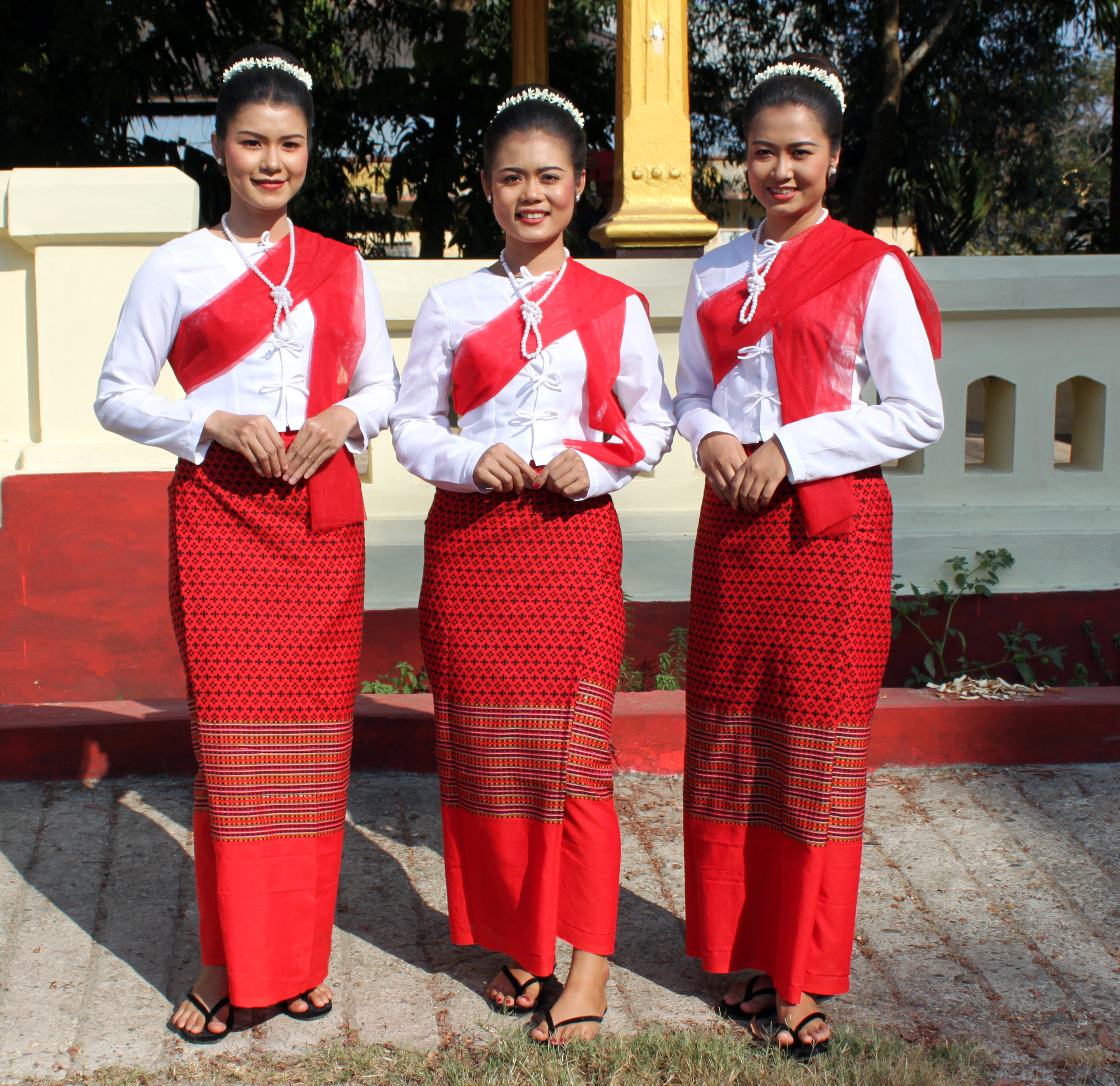
Kobiety ludu Mon w tradycyjnych strojach

Monowie, Mon (birm. မွန်လူမျိုး‌ /mʊ̀ɴ lù mjó/; taj. มอญ /mɔ̄ːn/) – grupa etniczna zamieszkująca Mjanmę (przede wszystkim stan Mon) oraz Tajlandię. Posługują się językiem mon z rodziny austroazjatyckiej. 
Monowie odegrali w przeszłości ważną rolę kulturową, przyczyniając się do rozprzestrzenienia cejlońskiego buddyzmu therawada w Azji Południowo-Wschodniej. Stworzyli konfederację państw-miast na terenie dzisiejszej Tajlandii, określaną zbiorczo mianem królestwa Dwarawati. Po upadku księstw mońskich w Tajlandii wschodnie grupy Monów uległy asymilacji, utraciły swój język na rzecz języka tajskiego. Monowie zachodni (dzisiejsza Mjanma) zaadaptowali południowodyjskie pismo pallawa i zmodyfikowali je przystosowując do własnego języka. Z dawnego pisma mon wywodzi się współczesne pismo birmańskie, powstałe po upadku mońskiego królestwa Thaton w XI wieku.